# Мартін Вальдземюллер

Universalis Cosmographia, Waldseemüller's 1507; карта світу, на якій вперше показано Америку окремо від Азії

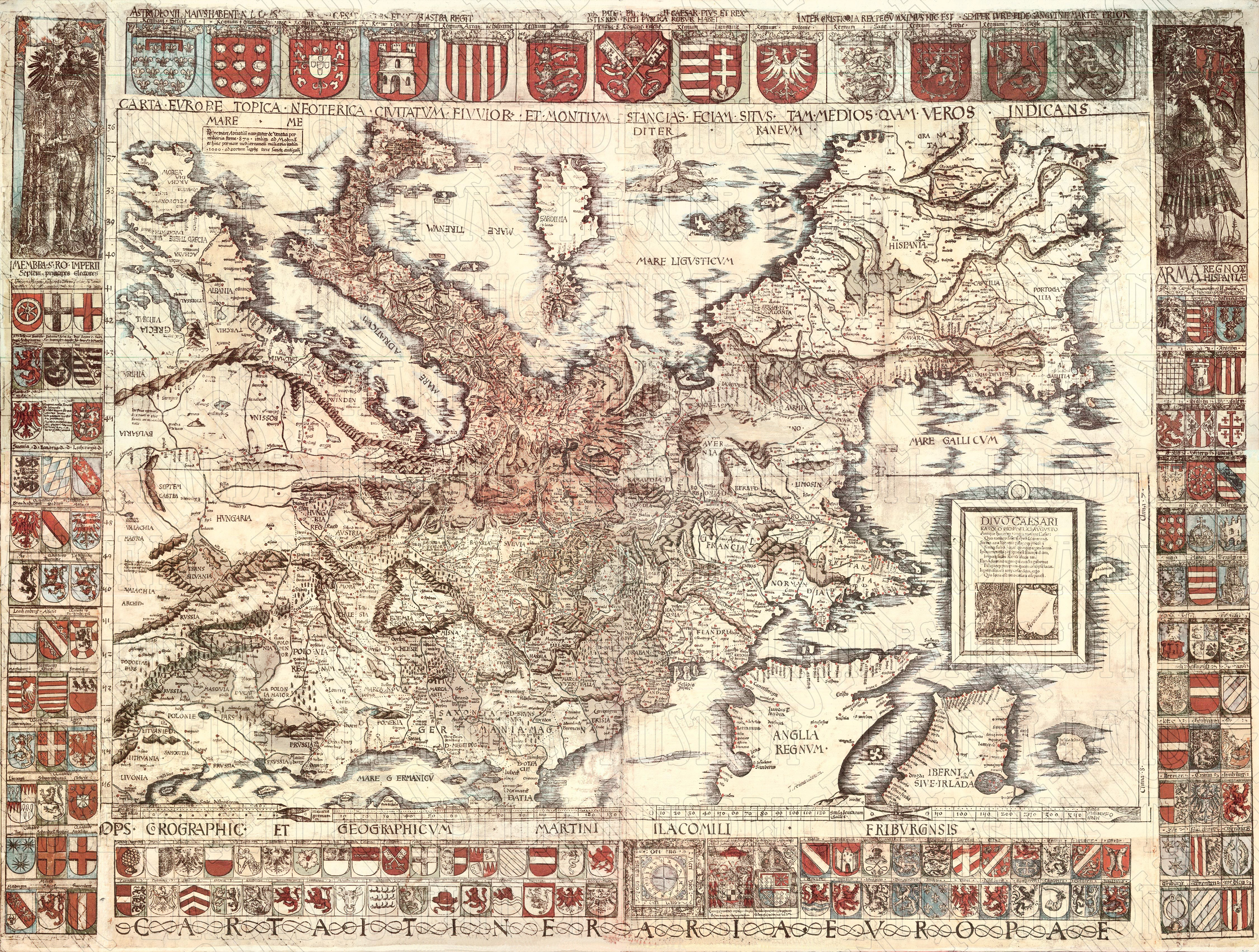
Carta itineraria europae 1520

Мартін Вальдземюллер (нім. Martin Waldseemüller; бл. 1470 — 19 березня 1520) — німецький картограф. Автор «Вступу до космографії» (1507). Відомий завдяки складанню найбільш ранньої карти, на яку нанесено назву «Америка». Він припустив, що назва «Америка» походить від латинського варіанту імені Амеріго Веспуччі. Вальдземюллер не знав напевно і просто намагався пояснити слово, яке зустрічав на інших картах — в тому числі й на карті Кабота.

## Біографія
У невеличкому містечку Сен-Дьє невелика група його жителів, в тому числі й Мартін Вальдземюллер, створила літературний салон, спрямований на вивчення філософії, космографії та картографії, так звану Вогезьку гімназію. Покровителем групи був канонік Вальтер Лудд, секретар герцога Лотарингзького. Лудд встановив в Сен-Дьє друкований прес — спеціально для того, щоб публікувати власні твори, а заодно й праці інших членів гімназії. Безпосередньо друком займалися Мартін Вальдземюллер і Філезій Рінгманн. Своїми трудами Мартін Вальдземюллер продовжив справу Ніколауса Германуса та Бернарда Сильвана. 1507 року Мартін Вальдземюллер видав свою класичну працю «Вступ до космографії», де була поміщена так звана карта Вальдземюллера «Universalis Cosmographia Secundum Ptholomaei Traditionem et Americi Vespucii Alioru [m] que Lustrationes» (Карта світу, побудована відповідно до методу Птолемея і доповнена новими землями від Амеріго Веспуччі). Це була перша карта на якій з'явилася назва «Америка». Ця карта повинна була скласти третю частину «Космографії», але навряд чи її екземпляри оправляли разом з книгою. Маленька книжечка і велика карта набули популярності. У перший же рік (1507) вийшли два видання — в квітні і в серпні. У 1508 р. М. Вальдземюллер писав своєму компаньйону Рінгманну, що книга широко розійшлася, а пізніше стверджував, що було продано 1000 примірників. І текст, і карту багаторазово перевидавали і «адаптували», кожне видання зайвий раз підтверджувало, що Новий Світ слід називати Америкою.
Важливим етапом стало Страсбурзьке видання 1513 р. «Географії» Птолемея підготовлене Мартіном Вальдземюллером і Маттіасом Рінгманом на абсолютно новій основі. Перш за все, вони розшукали в Базелі (Швейцарія) та в Італії грецькі рукописи «Географії», за якими внесли ряд виправлень в її текст. При підготовці видання вони поставили за мету показати відмінності між давньою та новою географією. У це видання було включено 20 нових карт, які відомий географ, мандрівник та полярний дослідник Адольф Ерік Норденшельд (1832—1901) назвав «першим новим атласом світу». Видавець: Якобо Есслер (Jacobus Eszler) та Георгій Убелін (Georgius Uebelin). Друкар: Йоганн Скотт (Johann Schott).

## Карти України
Карти Мартина Вальдземюллера, що охоплюють територію України: «Octava Europe Tabula» (Восьма карта Європи), «Tabula Moderna Sarmatie, Eur, Sive, Hungarie, Polonie, Russie, Prussie, Et, Vvalachie» (Сучасна карта Європейської Сарматії або Угорщини, Польщі, Русі, Пруссії і Волощини), «GENERALE PTHOLEMEI» (Генеральна карта світу Птолемея), «SECUNDA ASIAE TABULA» (Друга карта Азії), «Orbis Typus Universalis» (Сучасна карта світу), «Carta itineraria europae» (Карта Європи).
На «Восьмій карті Європи» (OCTAVA• EVROPAE•TABVLA) написи: Європейська Сарматія (Sarmatia Evrope), Азійська Сарматія (Sarmatiae Asiaticae Pars). Ця карта майже без змін повторювалася у всіх виданнях Географії К. Птолемея, починаючи від Ульмського (1482 р., Ніколаус Германус) і до видання 1541 р..
На «Генеральній карті світу Птолемея» (GENERALE PTHOLEMEI) Європою (Europa) названо територію від Піренейського півострова до Азовського моря; Азією (Asia). — на схід від Каспійського моря. Східна Європа має на карті назву Європейської Сарматії (Sarmatia Europa).Українські землі на карті зображено узагальнено. Нанесено Дніпро (Borystenesfl) з правою, без назви, притокою, дві річки, теж без назв, на Правобережжі, а також Азовське море (Раlиdes meotides), Чорне море (Mare pontium sive pontus evxinus) та Кримський півострів (tavrica).Мапа створена на основі карти Франческо Берлінґєрі «Caelestem Hic Terram Inspicias Terrestre Que Caelum» (1482 р.).
На «Сучасній карті Європейської Сарматії або Угорщини, Польщі, Русі, Пруссії і Волощини» (Tabula Moderna Sarmatie, Eur, Sive, Hungarie, Polonie, Russie, Prussie, Et, Vvalachie) найдетальніше показано територію від Одеру до Дніпра і західного узбережжя Чорного моря. Землі на захід від Одеру названа частиною Великої Німеччини (Magne Germanie pars). Землі на лівобережжі Дніпра подані схематично. У верхньому правому куті зображено Московське князівство (Dvcatvs Mosckovia), на південь від нього — Біла Русь або Московія (Rvssia Alba sive Mosckovia), на півдні — Перекопська Татарія (Tartaria Precopiensis). Позначено частину України — Русь (Rvssia) на північному сході від Герцинського лісу (Silua Hertinia) та Поділля (Podolia) на південь від заліснених Карпат (Carpatus Mons). На карті вперше позначено багато українських міст, зокрема на Львівщині: Львів (Leopolis), Самбір (Sambor), Стрий (Striy), Глиняни (Glinia пі), Буськ (Bujzco), Городок (Grodeck) та ін. Мапа створена на основі карт Центральної Європи Ергарда Етцлауба та Марко Беневентано й карти Бернарда Ваповського, що входила до римського видання «Географії» К. Птолемея 1507 p..
На «Другій карті Азії» (SECUNDA ASIAE TABULA) зображені частини: Європейської Сарматії (Sarmatiae in Europa pars), Азовського моря (Palvs Maeotis), Приазов'я з Сивашем (Bicis Palus), Кримського півострова (Taurica Chersonesus), Чорного моря (Ponti Euxini pars), ланцюга Алаунських гір (Alauni montes), що переходять у Ріфейські гори (Ripbei montes). З Алаунських гір витікають три річки без назви, які перетинають Приазов'я і впадають в Азовське море.
Карту «Orbis Typus Universalis» (Сучасна карта світу) часто називали «Admiral's Map» (Карта адмірала), ймовірно мова йшла про Христофора Колумба — «адмірала океанів». Українські землі позначено як «Russia». Карта була складена на базі мапи 1507 р. «Universalis Cosmographia Secundum Ptholomaei Traditionem et Americi Vespucii Alioru [m] que Lustrationes» (Карта світу, побудована відповідно до методу Птолемея і доповнена новими землями від Амеріго Веспуччі). Це була перша карта (1507 р.), на якій з'явилася назва «Америка». На оновленій карті світу 1513 р. назва «Америка» відсутня. Обґрунтування цього відступу — інша карта (Tabula Terre Nove) того ж видання. На регіональній карті Карибського басейну та Атлантичного океану (Tabula Terre Nove) Південна Америка позначена як «Терра інкогніта» (Невідома земля) і має напис, що вказує на те, що ці землі були виявлені Колумбом, без будь-яких ознак ролі Амеріго Веспуччі в розвідці північного узбережжя Південної Америки.
Карта фокусується на Карибських островах та Північній і Південній Америках, які розміщується в західній частині карти, без ознак західного узбережжя цих материків. На мапі Меркатора, опублікованій в 1538 р., назву «Америка» було поширено на Північну Америку.
1520 р. Мартін Вальдземюллер в Страсбурзі видає карту «Carta itineraria europae» (Карта Європи). Робота над картою тривала 9 років (розпочав — 1511 р.). З першого видання «Карти Європи» в 1511 р. відомо лише описовий текст, сама карта все ще вважається втраченою, карта 1520 р. відома лише в одному примірнику. На карті представлено герби європейський держав і земель, що належали німецькому імператору Карлу V. Карта присвячена теж йому. Назва «RVSSIA» (Русь) на карті зустрічається два рази. На цій мапі позначено Поділля (Podoliae Pars) та Карпати (Carpatus mons).